# Marisma

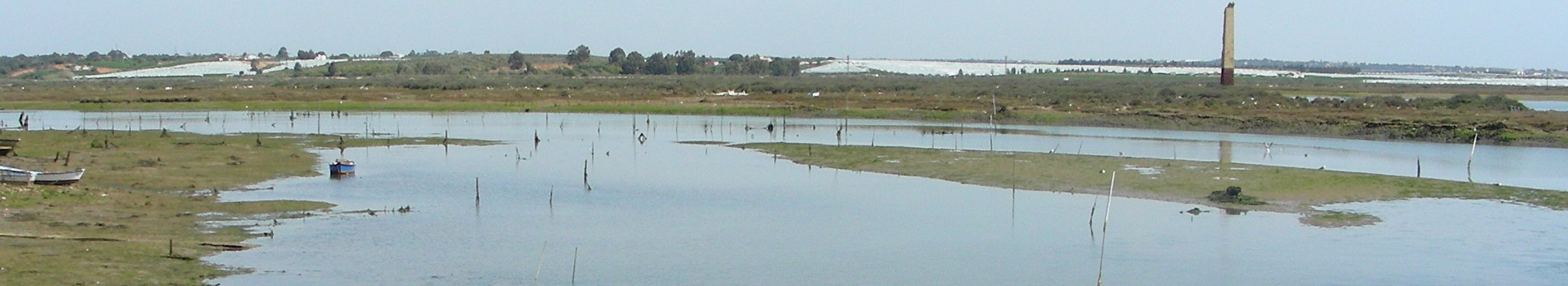
Marismas de Isla Cristina

En geografía, una marisma es un ecosistema húmedo con plantas herbáceas que crecen en el agua. Suelen estar asociadas a estuarios o terrenos cercanos al mar, y suelen tener sustratos con fondos arenosos. El agua de una marisma puede ser marina, es decir, salada, aunque normalmente es una mezcla de agua marina y dulce, denominada salobre. Una marisma es diferente de una ciénaga, que está dominada por árboles en vez de herbáceas. Una marisma puede definirse como un terreno bajo y pantanoso que es inundado por las aguas del mar.
Las marismas son muy importantes para la vida silvestre siendo uno de los hábitats preferidos para criar una gran variedad de vida; desde diminutas algas planctónicas, hasta una abundante cantidad de flora y fauna, fundamentalmente aves.

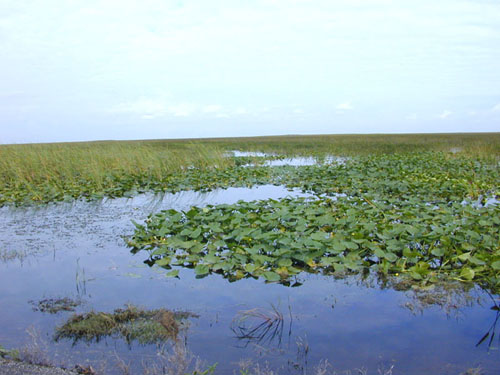
Marisma de Florida

## Generalidades
La marisma es un ecosistema que tiene por unidad el relieve principal de una depresión (normalmente causada por un río) que está aneja al mar, lo que produce un terreno bajo y pantanoso que se inunda por efecto de la marea y de la llegada de las aguas de los ríos que desembocan en sus proximidades. Aunque en los finales de los ríos exista este paisaje climático azonal, también puede coexistir en el mismo lugar deltas o estuarios. Las marismas pueden estar alimentadas por arroyos de marea. Estos arroyos son importantes conductos para el transporte de sedimentos, oxígeno, semillas y materia orgánica dentro de las marismas.
Las marismas son humedales que se consideran un auténtico ecosistema debido la gran cantidad de organismos que habitan en él, desde diminutas algas planctónicas hasta una abundante cantidad de flora y fauna, fundamentalmente aves. Las zonas de marisma son las más ricas y fértiles del mundo en lo que se refiere a cultivo, ya que la marea deposita sedimentos al subir. Esto se debe a que son zonas intermareales, es decir, aquellas donde las corrientes de las mareas transportan y depositan sedimentos próximos a la costa. Estos son, fundamentalmente, limo, arcilla y arena, que, junto con otros componentes, forman la turba, un material orgánico compacto, de color pardo oscuro y rico en carbono, que se utiliza como combustible de biomasa y como abono. En el ecosistema de marisma cumplen diversas funciones, entre ellas amortiguar y minimizar las corrientes marinas cuando hay mucho viento (como en una tormenta).
Las poblaciones de nutrias han estado consumiendo las marismas, lo que ha perjudicado en la barrera contra tormentas.

## Características
Las marismas se caracterizan por la falta de relieve y por su estacionalidad, es decir, por los cambios profundos que se producen en las estaciones del año y por las elevaciones de marea.
La uniformidad de las marismas solo se rompe por pequeños accidentes conocidos con el nombre de vetas, que son elevaciones que se originan durante la estación lluviosa; sin ellas podrían perecer ahogados muchos animales terrestres, como conejos y liebres.

## Relieve
En un ecosistema de marismas existe un escaso relieve, las altitudes rondan de 0 metros a 10 metros.
Las formas dominantes del relieve continental de este ecosistema son fundamentalmente las llanuras y las depresiones, aunque pueden existir montañas y mesetas como límite geográfico en la zona periférica. Las marismas presentan diversos niveles de estancamiento, que se corresponden con diferentes niveles de terrazas. Una terraza es la colmatación de una depresión producida de un río que se inunda debido a las mareas. Las formas dominantes del relieve costero se asemejan a una ría, donde el mar va ganando espacio hacia el interior del continente.

## Aguas

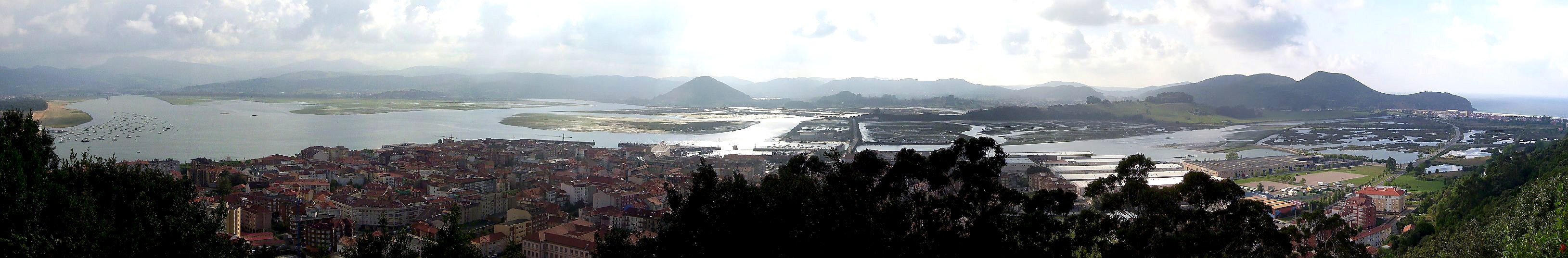
Marismas de Santoña y Noja. Panorámica del estuario en la desembocadura del río Asón

Aunque las marismas son medios naturales muy complejos, puede establecerse como característica definitoria de estos ecosistemas la confluencia de aguas dulces y saladas en áreas poco profundas afectadas por las mareas. Debido a la presencia de dos tipos diferentes de agua, el agua de las marismas es salobre como consecuencia de su salinidad intermedia entre la del mar y la de las aguas continentales procedentes de los ríos.
Las mareas suelen ser altas, pues frecuentemente inundan las llanuras provocadas por la colmatación de las depresiones litorales cerradas, que crean terrazas cada vez más altas, favoreciendo así la sedimentación de limos. Los mares y océanos por los que son bañadas dependen de la zona. Normalmente, las marismas son de agua salada, pero hay veces en donde estas aguas son dulces, por efecto del río que las contiene.
En el parque natural y Nacional de Doñana, por ejemplo, se encuentran las Marismas del Guadalquivir, que son bañadas por el Océano Atlántico. El principal río que baña este ecosistema es el Guadalquivir, que nace en Pozo de Alcón, Sierra de Cazorla (Jaén), posee una longitud de 657 kilómetros, un caudal moderado y solo es navegable desde el mar hasta Sevilla.

## Clima
El clima de este ecosistema no es fijo, pues al ser un paisaje azonal (como su nombre indica, no tiene zona propia; es decir, que no está influido por la latitud, longitud, temperatura, etc.), no tiene clima predeterminado. Sin embargo, sí puede tomarse un ejemplo de marismas. El clima de las Marismas del Guadalquivir es un clima suave, mediterráneo, con una temperatura media anual de 15 °C. El clima mediterráneo se caracteriza por tener inviernos relativamente húmedos y veranos secos, resultantes de las variaciones del frente polar (ártico) y de las altas presiones subtropicales (procedentes en su mayor parte de África). Las precipitaciones son más frecuentes en las estaciones intermedias, como la primavera y, especialmente, el otoño, estación que puede dar lugar a lluvias torrenciales debido a la acumulación de calor en las masas de agua durante el verano, y la llegada de gotas frías polares. Estos últimos se denominan así debido a que provocan situaciones de tiempo estable y ausencia de precipitaciones. Las temperaturas son suaves durante todo el año, con una media de unos 15 °C. Lo más significativo del clima son los tres o cinco meses de aridez en el verano, cuando está bajo el dominio del anticiclón subtropical. En la clasificación establecida por el climatólogo y botánico alemán Wladimir Köppen, se considera un Cs, es decir, mayor de 0 °C y menor de 18 °C y estación seca en verano. Algunos climatólogos lo consideran Csb, que significa lo mismo que Cs, pero con el mes más cálido por debajo de 22 °C, o Csa; mes más cálido por encima de 22 °C. Prioritariamente, se considera España una de clima Csb, por lo tanto, las marismas del Guadalquivir (Cádiz) se consideran también una zona CSB.

## Fauna y flora

### Fauna

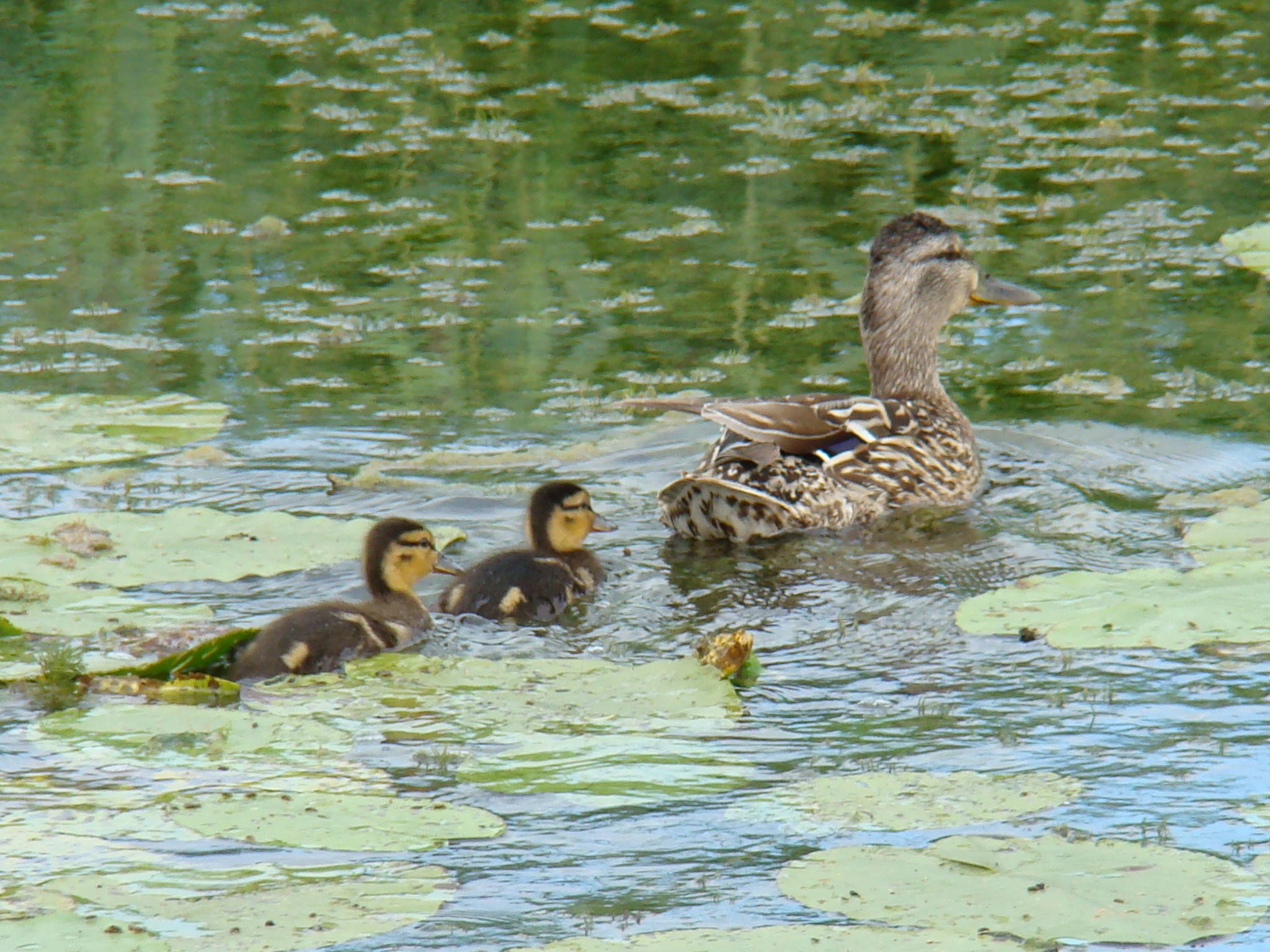
Ánade real con sus crías. Esta ave abunda en las marismas

En este ecosistema se dan las condiciones idóneas para que invertebrados, peces, moluscos, aves y mamíferos vivan, se alimenten y reproduzcan. Los animales fundamentales son las aves acuáticas. Como ya hemos dicho, en las marismas se produce un aporte de sedimentos, tanto de origen terrestre (proveniente del río) como marino (proveniente de las mareas). Este hecho proporciona así una importante riqueza en nutrientes orgánicos. Si a esto le sumamos una buena iluminación (proveniente de una zona denominada zona fótica (que viene de fotón, partícula de la que está formada la luz), nos encontramos en las condiciones idóneas para el desarrollo de multitud de organismos, tanto microscópicos como macroscópicos. Según esto último, la fauna de este ecosistema se puede agrupar en:
- Organismos microscópicos: la importancia de estos organismos radica en que constituyen la base de la cadena alimenticia. Fundamentalmente existen bentos (organismos que viven en las profundidades), necton, y plancton.
- Organismos macroscópicos: Dentro de este grupo, es loable destacar dos grupos: invertebrados y vertebrados.
- Invertebrados, como la anémona, la gusana de coco, la gusana de tubo y los detritívoros filtradores (moluscos, crustáceos, etc.), que se ocultan en nichos junto con algunos vertebrados. También abundan los equinodermos, que son objeto de explotación por la actividad marisquera desde tiempos históricos.
- Vertebrados: son frecuentes los peces, como el salmón, el lenguado y el aligote, que utilizan las marismas como centros de desove. Durante las primeras fases de su vida, los peces encuentran en este ecosistema unas condiciones ambientales ideales que les permiten alimentarse y desarrollarse. Otro tipo de vertebrados son los mamíferos. Algunos de ellos son los jabalíes, los linces, conejos e, incluso, caballos. En España, el caballo, debido a la obligación de vivir en ecosistemas de este tipo, adquirió una dotación genética en la forma de andar debido a que tuvo que adaptarla para que no se le encallaran las pezuñas. Esta dotación genética hace que cualquier caballo de raza español o andaluza (llamado también el cartujano) tenga estas formas tan extrañas de andar.

### Flora

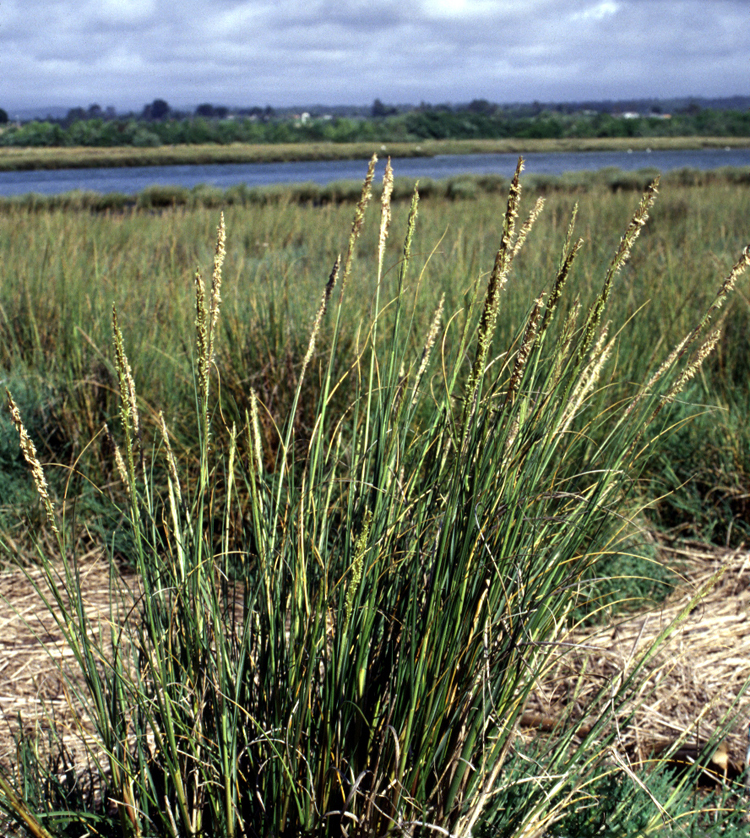
Spartina densiflora, planta adaptada a las marismas

En este ecosistema, es una verdadera proeza la existencia alguna de flora. Las plantas que pueblan las marismas (también llamadas plantas halófitas) llegan a soportar concentraciones de sal de 10%, debido al agua procedente del mar, y el viento y el sol se encargan de evaporarla. Los suelos, al estar inundados, carecen de una adecuada aireación, lo que lleva a la muerte de cualquier planta no autóctona. En la zona de marisma podemos distinguir claramente las zonas que están casi continuamente inundadas, de las que lo están de forma más esporádica, por la vegetación existente en cada zona. Las plantas han tenido que adaptarse a fuertes oscilaciones en la concentración de sal (osmóticas), ya que la salinidad del agua puede variar debido a las lluvias y adoptar concentraciones iónicas del agua dulce (un error común es la consideración de que el agua dulce no tiene sales, esto es falso, lo que tiene es distinta composición).
Los suelos salinos tienen una presión osmótica muy alta, aunque estén empapados de agua, y son fisiológicamente secos para las plantas no especializadas, incapaces de absorber el agua salada. Una adaptación decisiva para las plantas que habitan esas zonas es que las membranas de los pelos absorbentes (radiculares) sean permeables a la sal, que en este caso penetra libremente en los tejidos y no ejerce acción osmótica (presión osmótica: en física, presión que hacen una mezcla cuando las partículas del disolvente en una disolución sobre la membrana semipermeable ejerce fuerza que la separa de otra de mayor concentración).
La flora está formada por diversas comunidades vegetales diferenciadas unas de otras debido a la diversidad de hábitats. Se destacan cuatro grupos de vegetación: las praderas marinas, los espartinales, las comunidades suculentas anuales de salicornias y las comunidades halófilas arbustivas. Algunas de estas plantas son: taray, sabina negra, coscoja, lentisco, jaguarzo, jara, romero y, de la familia de la gramíneas, Spartina densiflora y Spartina marítima.

## Medio ambiente

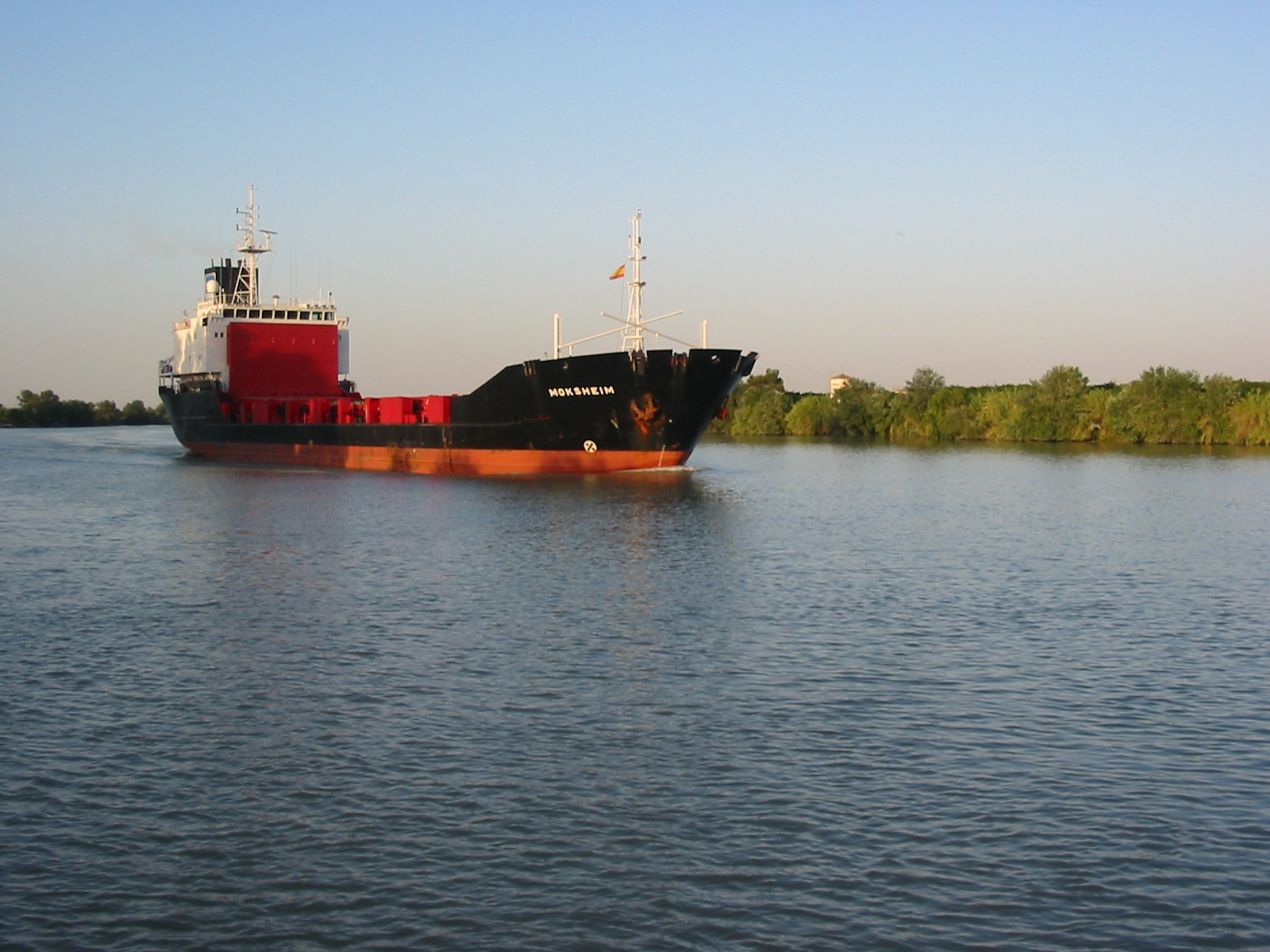
El Guadalquivir en Coria del Río, Sevilla

La marismas no son propicias para la vida humana, por lo que hay apenas vida humana residente en este ecosistema. No obstante, se dan actividades en las marismas, como son las piscifactorías o los molinos que usan la fuerza mareal para la muela del grano (molino de mareas). Uno de los pocos que se conservan se localiza en las marismas de Isla Cristina. La anguila y el salmón, por ejemplo, son los vertebrados acuáticos que forman parte de la actividad de diferentes pesquerías. En torno a su explotación se ha desarrollado la industria conservera, especialmente de la anchoa y la sardina, que ha transformado la actividad pesquera y económica de los habitantes periféricos a esta zona.
En las marismas del Guadalquivir se desarrolla otra actividad humana que hace peligrar el desarrollo de este ecosistema, que es el aporte de sedimentos. Esto es debido a diversos factores, entre ellos que los ríos están cargados de sedimentos (contaminación por parte de las ciudades) y estos sedimentos se depositan en las marismas. Este aporte de sedimentos ha provocado la progresiva falta de navegación en los ríos de los que proceden los sedimentos. Desde que se ejecutó la primera corta en 1794, el recorrido del río hasta Sevilla se ha reducido desde los primitivos 120 kilómetros desde la desembocadura hasta los 80 actuales. Por la misma razón el cauce principal del río se ha encauzado y excavado en múltiples ocasiones. En el siglo XX, utilizando argumentos de higiene y salud pública, se incrementó la presión económica por desecar las marismas, con el fin de aprovechar económicamente las tierras y destinarlas a la agricultura, la ganadería y la extracción de sal o urbanísticos. Esto ha provocado que se hayan amputado brazos laterales, construido diques y sistemas de drenaje. A esto se ha añadido la transformación del conjunto de la cuenca hidrográfica, con la construcción de un potente sistema de regulación y aprovechamiento del agua que ha modificado radicalmente el régimen hidrológico del río, reduciendo sus estiajes y laminando sus avenidas.